# Lijst van reptielen
Dit is een uiterst onvolledige en willekeurig gekozen alfabetische lijst van families en soorten reptielen.

## Hogere groepen
- Hagedissen (Varanen, Leguanen, Kameleons, Agamen, Anolissen, Gekko's, Skinken, Ameiva's, Echte hagedissen)
- Slangen (Adders en Groefkopadders, Gifslangen (cobra's, zeeslangen etc.), Pythons, Wurgslangen (Boa's), Toornslangachtigen, Draadwormslangen)
- Krokodilachtigen (Krokodillen, Alligators en kaaimannen, Gavialen)
- Schildpadden (Landschildpadden, Moerasschildpadden, Modder- en muskusschildpadden, Bijtschildpadden, Weekschildpadden)

## A
- Aardpython (Calabaria reinhardti)
- Adderringslang (Natrix maura)
- Afrikaanse huisgekko (Hemidactylus mabouia)
- Afrikaanse slanghagedis (Feylinia currori)
- Afrikaanse steppevaraan (Varanus exanthematicus)
- Afrikaanse dikstaartgekko (Hemitheconyx caudicinctus)
- Afrikaanse weekschildpad (Trionyx triunguis)
- Aldabra-reuzenschildpad (Dipsochelys dussumieri)
- Algerijnse zandloper (Psammodromus algirus)
- Alligatorschilpad (Macroclemys temminckii)
- Alligatorhagedis (Elgaria multicarinata)
- Ambonese doosschildpad (Cuora amboinensis)
- Amerikaanse alligator (Alligator mississippiensis)
- Amerikaanse bruine slang (Storeria dekayi)
- Amerikaanse sierschildpad (Chrysemys picta)
- Anaconda (slang) (Eunectes murinus)
- Angels kameleon (Furcifer angeli)
- Anolis bartschi
- Antillen kogelvingergekko (Sphaerodactylus argus)
- Apothekersskink (Scincus scincus)
- Arabische paddenkopagame (Phrynocephalus arabicus)
- Arabische zandskink (Scincus mitranus)
- Areolenlandschildpad (Homopus areolatus)
- Argentijnse slangenhalsschildpad (Hydromedusa tectifera)
- Arrauschildpad (Podocnemis expansa)
- Aspisadder (Vipera aspis)
- Australische blauwtongskink (Tiliqua sincoides)
- Australische dikstaartgekko (Nephrurus milii)
- Australische schubpoothagedis (Aprasia striolata)
- Australische slangenhalsschildpad (Chelodina longicollis)
- Aziatische doornschildpad (Cuora mouhotii)
- Aziatische huisgekko (Hemidactylus frenatus)

## B
- Baardagame (Pogona vitticeps)
- Balearenhagedis (Podarcis lilfordi)
- Balkantoornslang (Hierophis gemonensis)
- Barbadosanolis (Anolis extremus)
- Batagurschildpad (Batagur baska)
- Bengaalse varaan (Varanus bengalensis)
- Bergduivel (Moloch horridus)
- Bergskink (Eumeces callicephalus)
- Bijtschildpad (Chelydra serpentina)
- Bladkameleon (Rhampholeon spectrum)
- Blauwbuikskink (Emoia cyanogaster)
- Blauwkeelagame (Acanthocercus atricollis)
- Blauwkeelkielhagedis (Algyroides nigropunctatus)
- Blauwkopagame (Calotes mystaceus)
- Blauwstaartschildhagedis (Cordylosaurus subtessellatus)
- Blindslang (Ramphotyphlops braminus)
- Bloedzuiger (Calotes versicolor)
- Blyths schildstaartslang (Rhinophis blythii)
- Boa constrictor (Afgodslang)
- Boomleguaan (Polychrus gutturosus)
- Boomslang (Dispholidus typus)
- Bosadder (Atheris squamiger)
- Bosbeekschildpad (Clemmys insculpta)
- Bosmeester (Lachesis muta)
- Bosratelslang (Crotalus horridus atricaudatus)
- Braziliaanse slangenhalsschildpad (Hydromedusa maximiliani)
- Breedkopskink (Eumeces laticeps)
- Breedsnuitkaaiman (Lachesis mutus)
- Breedvoorhoofdkrokodil (Crotalus viridis)
- Brilhagedis (Teira perspicillata)
- Brilkaaiman (Caiman crocodilus)
- Bronzen helmschildpad (Testudo tabulata)
- Brooks huisgekko (Hemidactylus brookii)
- Brughagedis van North Brother Island (Sphenodon guntheri)
- Bruine anolis (Norops sagrei)
- Stekelnekagame (Acanthosaura lepidogaster)
- Brygoos kameleon (Brookesia brygooi)
- Budaks slangenoogskink (Ablepharus budaki)
- Bultkrokodil (Crocodylus moreletii)

## C
- Californische pootloze hagedis (Anniella pulchra)
- Cerberus rynchops Cerberus rynchops
- Chamaesaura macrolepis
- Chinese alligator (Alligator sinensis)
- Chinese driekielschildpad (Chinemys reevesi)
- Chinese drieklauw (Pelodiscus sinensis)
- Chinese krokodilstaarthagedis (Shinisaurus crocodilurus)
- Chinese wateragame (Physignathus cocincinus)
- Cooks boa (Boa cooki)
- Crotalus viridis
- Cubaanse blauwe anolis (Anolis allisoni)
- Cubaanse rotsleguaan (Cyclura nubila)
- Cuviers gladvoorhoofdkaaiman (Paleosuchus palpebrosus)

## D
- Darevskia armeniaca
- Diadeemschildpad (Hardella thurjii)
- Diamantpython (Morelia spilota spilota)
- Diamantratelslang (Crotalus adamanteus)
- Diamantrugschildpad (Malaclemys terrapin)
- Doornrandweekschildpad (Apalone spinifera)
- Doornstaartagame (Uromastyx acanthinura)
- Doornstaartboomleguaan (Uracentron azureum)
- Doornstaartskink (Egernia stokesii)
- Doornstaartslang (Contia tenuis)
- Dove varaan (Lanthanotus borneensis)
- Driekielaardschildpad (Melanochelys tricarinata)
- Druppelschildpad (Clemmys guttata)
- Dwarsbandgekko (Gymnodactylus deccadensis)
- Dwerganaconda (Eunectes notaeus)
- Dwergkameleon (Bradypodion pumilum)
- Dwergvaraan (Varanus storri)

## E
- Ebenaus bladstaartgekko (Uroplatus ebenaui)
- Egeïsche muurhagedis (Podarcis erhardii)
- Egyptische muurgekko (Tarentola annularis)
- Eieretende slang (Dasypeltis scabra)
- Eilandnachthagedis (Xantusia riversiana)
- Emoia caeruleocauda
- Esculaapslang (Zamenis longissimus)
- Essex' kielhagedis (Tropidosaura essexi)
- Eumeces egregius
- Eumeces inexpectatus
- Eumeces multivirgatus
- Europese bladvingergekko (Phyllodactylus europaeus)
- Europese huisgekko (Hemidactylus turcicus)
- Europese moerasschildpad (Emys orbicularis)
- Europese naaktvingergekko (Cyrtodactylus kotschyi)
- Evermanns anolis (Anolis evermanni)

## F
- Fijileguaan (Brachylophus fasciatus)
- Filipijnse aardschildpad (Heosemys leytensis)
- Filipijnse krokodil (Crocodylus mindorensis)
- Filipijnse zeilhagedis (Hydrosaurus pustulatus)
- Florida sierschildpad (Pseudemys concinna)
- Florida zandskink (Neoseps reynoldsi)
- Florida-weekschildpad (Apalone ferox)
- Floridawormhagedis (Rhineura floridana)
- Furcifer labordi

## G
- Gabon-adder (Bitis gabonica)
- Galapagos landleguaan (Conolophus subcristatus)
- Galápagosreuzenschildpad (Geochelone nigra)
- Gangesgaviaal (Gavialis gangeticus)
- Gebandeerde gekko (Coleonyx variegatus)
- Gebandeerde waterslang (Nerodia fasciata)
- Geelbuikschildpad (Trachemys scripta scripta)
- Geelgroene toornslang (Hierophis viridiflavus)
- Geelkopdaggekko (Gonatodes albogularis)
- Geelwangschildpad (Trachemys scripta troostii)
- Gekielde klimslang (Elaphe carinata)
- Gekielde skink (Gnypetoscincus queenslandiae)
- Gele modderschildpad (Kinosternon flavescens)
- Gestreepte bladstaartgekko (Uroplatus lineatus)
- Gestreepte daggekko (Phelsuma lineata)
- Gestreepte galliwasp (Diploglossus lessonae)
- Gestreepte modderschildpad (Kinosternon baurii)
- Getande klepschildpad (Kinixys erosa)
- Gevlekt vliegend draakje (Draco maculatus)
- Gevlekte blauwtongskink (Tiliqua nigrolutea)
- Gevlekte lanspuntslang (Bothrox alternatus)
- Gevlekte python (Antaresia perthensis)
- Gevlekte slangskink (Ophiomorus punctatissimus)
- Gewone adder (Vipera berus)
- Gewone chuckwalla (Sauromalus ater)
- Gewone doosschildpad (Terrapene carolina)
- Gewone kameleon (Chamaeleo chamaeleon)
- Gewone koningsslang (Lampropeltis getula)
- Gewone kousenbandslang (Thamnophis sirtalis)
- Gewone platstaart (Laticauda laticaudata)
- Gierslang (Zamenis hohenackeri)
- Gilamonster (Heloderma suspectum)
- Girondische gladde slang (Coronella girondica)
- Gladde slang (Coronella austriaca)
- Gopherschildpad (Gopherus polyphemus)
- Goudstofdaggekko (Phelsuma laticauda)
- Goulds varaan (Varanus gouldii)
- Griekse berghagedis (Lacerta graeca)
- Griekse landschildpad (Testudo Hermanni)
- Grijze kogelvingergekko (Sphaerodactylus elegans)
- Grijze weekschildpad (Cycloderma frenatum)
- Groene basilisk (Basiliscus plumifrons)
- Groene boomgekko (Naultinus manukanus)
- Groene boompython (Morelia viridis)
- Groene Cuba-anolis (Naultinus manukanus)
- Groene kortstaartleguaan (Stenocercus imitator).
- Groene leguaan (Iguana iguana)
- Groene mamba (Dendroaspis viridis)
- Grootkopanolis (Anolis cybotes)
- Grootkopmuskusschildpad (Sternotherus minor)
- Grootkopschildpad (Platysternon megacephalum)
- Grote padloper (Homopus femoralis)
- Nieuw-Guinese tweeklauwschildpad (Carettochelys insculpta)

## H
- Haakneusslang (Heterodon nasicus)
- Hagedisslang (Malpolon monspessulatus)
- Halsbandleguaan (Crotaphytus collaris).
- Hardoen (Laudakia stellio)
- Harlekijnkoraalslang (Micrurus fulvius)
- Hazelskink (Chalcides chalcides)
- Hazelworm (Anguis fragilis)
- Helmbasilisk (Basiliscus basiliscus)
- Helmkameleon (Chamaeleo hoehnelli)
- Helmleguaan (Corytophanes cristatus)
- Helmschildpad (Testudo marginata)
- Hispaniola anolis (Anolis aliniger)
- Hoedkameleon (Calumma cucullatum)
- Hoekkopagame (Hypsilurus boydii)
- Holcosus festivus
- Hondskopboa (Boa caninus)
- Hoornbladstaartgekko (Saltuarius cornutus)

## I
- Iberische berghagedis (Iberolacerta monticola)
- Indische dakschildpad (Kachuga tecta)
- Indische sterschildpad (Geochelone elegans)
- Indochinese doosschildpad (Cuora galbinifrons)
- Indopacifische huisgekko (Hemidactylus garnotii)

## J
- Jacksonkameleon (Chamaeleo jacksonii)
- Jamaica reuzenanolis (Norops garmani)
- Javaanse wrattenslang (Acrochordus javanicus)
- Jemenkameleon (Chamaeleo calyptratis)
- Johannisskink (Ablepharus kitaibelii)

## K
- Kaaimanteju (Dracaena guianensis)
- Kaapse pootjesslang (Chamaesaura aenea)
- Kameleonanolis (Anolis chamaeleonides)
- Karetschildpad (Eretmochelys imbricata)
- Karsthagedis (Podarcis melisellensis)
- Kaspische beekschildpad (Mauremys caspica)
- Katslang (Telescopus fallax)
- Keizerrotshagedis (Platysaurus imperator)
- Kemps schildpad (Lepidochelys kempii)
- Kleinaziatische adder (Vipera xanthina)
- Kleine bruine skink (Scincella lateralis)
- Kleine tapijtkameleon (Furcifer minor)
- Kleine zandboa (Eryx jaculus)
- Kogelvingergekko (Sphaerodactylus parthenopion)
- Kolenbranderschildpad (Chelonoidis carbonaria)
- Kolenskink (Eumeces anthracinus)
- Kolonistenagame (Agama agama)
- Komodovaraan (Varanus komodoensis)
- Koningscobra (Ophiophagus hannah)
- Koningspython (Python regius)
- Korthoornkameleon (Calumma brevicornis)
- Kortkopanolis (Norops capito)
- Kortkopweekschildpad (Chitra indica)
- Kraaghagedis (Chlamydosaurus kingii)
- Kroatische berghagedis (Iberolacerta horvathi)
- Kruisstekelnekagame (Acanthosaura crucigera)

## L
- Lacepedes daggekko (Phelsuma Cepediana)
- Landkaartschildpad (Graptemys geographica)
- Langstaarthagedis (Takydromus sexlineatus)
- Lanspuntslang (Bothrox atrox)
- Lappenkameleon (Chamaeleo dilepis)
- Lederschildpad (Dermochelys coriacea)
- Lesueurs wateragame (Physignatus lesueurii)
- Levantijnse adder (Macrovipera lebetina)
- Levendbarende hagedis (Zootoca vivipara)
- Libanese berghagedis (Lacerta fraasii)
- Luipaardgekko (Eublepharis macularius)
- Luipaardleguaan (Gambelia wislizenii)
- Luipaardslang (Zamenis situla)

## M
- Macquarischildpad (Emydura macquarii)
- Madagaskardaggekko (Phelsuma madagascariensis)
- Maleisische boomslang (Elaphe oxycephala)
- Maltese muurhagedis (Podarcis filfolensis)
- Mangrovenslang (Boiga dendrophila)
- Marshalls dwergkameleon (Rhampholeon marshalli)
- Martinique-anolis (Anolis roquet)
- Matamata (Chelus fimbriatus)
- Mauritius daggekko (Phelsuma ornata)
- Melkslang (Lampropeltis triangulum)
- Mellers kameleon (Trioceros melleri)
- Mexicaanse draadwormslang (Leptotyphlops humilis)
- Mexicaanse korsthagedis (Heloderma horridum)
- Mexicaanse wormhagedis (Bipes biporus)
- Mexicaanse zwarte leguaan (Ctenosaura pectinata)
- Miloshagedis (Podarcis milensis)
- Moccasinslang (Agkistrodon contortrix)
- Modderslang (Farancia abacura)
- Moeraskrokodil (Crocodylus palustris)
- Moorse landschildpad (Testudo graeca)
- Moorse wormhagedis (Blanus cinereus)
- Mosor berghagedis (Lacerta mosorensis)
- Muskusschildpad (Sternotherus odoratus)
- Mutsslang (Macroprotodon cucullatus)
- Muurgekko (Tarentola mauritanica)
- Muurhagedis (Podarcis muralis)

## N
- Nataldwergkameleon (Bradypodion thamnobates)
- Netpython (Python reticulatus)
- Neushoornleguaan (Cyclura cornuta)
- Neuskameleon (Calumma nasutum)
- Nevelbosslang (Liophis epinephelus)
- Nieuw-Guinese krokodil (Leimadophis epinephelus)
- Nieuwguinese slanghazelworm (Dibamus novaeguineae)
- Nijlkrokodil (Crocodylus niloticus)
- Nijlvaraan (Varanus niloticus)
- Noordelijke doodsadder (Acanthophis praelongus)
- Noordwest-Iberische hagedis (Podarcis bocagei)
- Nucras caesicaudata

## O
- Onechte gaviaal (Tomistoma schlegelii)
- Onechte karetschildpad (Caretta caretta)
- Onechte koraalslang (Anilius scytale)
- Orinoco rivierschildpad (Podocnemis vogli)
- Orinocokrokodil (Crocodylus intermedius)
- O'Shaughnessy's kameleon (Calumma oshaughnessyi)
- Oustalets kameleon (Furcifer oustaleti)

## P
- Paddenkopschubpoothagedis (Delma nasuta)
- Padhagedis (Phrynosoma platyrhinos)
- Pallas' groefkopadder (Gloydius halys)
- Panterkameleon (Furcifer pardalis)
- Panterschildpad (Geochelone pardalis)
- Pantserkrokodil (Crocodylus cataphractus)
- Papoeavaraan (Varanus salvadori)
- Paradijsslang (Chrysopelea paradisi)
- Parelhagedis (Timon lepidus)
- Parelskink (Chalcides ocellatus)
- Parsons kameleon (Calumma parsonii)
- Pauwoogdaggekko (Phelsuma quadriocellata)
- Peloponnesos-hagedis (Podarcis peloponnesiaca)
- Peloponnesoskielhagedis (Algyroides moreoticus)
- Pijlslang (Dolichophis jugularis)
- Pijnappelskink (Tiliqua rugosa)
- Pityusenhagedis (Podarcis pityusensis)
- Platte muskusschildpad (Sternotherus depressus)
- Pootloze graafskink (Acontias acontias)
- Prairieskink (Eumeces obsoletus)
- Ptychozoon kuhli
- Puerto Rico-reuzenanolis (Anolis cuvieri)

## R
- Ratelslang (Crotalus horridus)
- Regenboogrenhagedis (Cnemidophorus motaguae)
- Regenboogslang (Xenopeltis unicolor)
- Regina septemvittata
- Reuzenbladstaartgekko (Uroplatus fimbriatus)
- Reuzengordelstaarthagedis (Cordylus giganteus)
- Reuzenhagedis van Hierro (Gallotia simonyi)
- Reuzenknobbelhagedis (Xenosaurus grandis)
- Reuzensmaragdhagedis (Lacerta trilineata)
- Reuzenteju (Tupinambis teguixin)
- Ridderanolis (Anolis equestris)
- Rieppeleon brevicaudatus
- Ringslang (Natrix natrix)
- Rode schildstaartslang (Uropeltis maculatus)
- Rodrigues daggekko (Phelsuma edwardnewtoni)
- Roodbuiksierschildpad (Pseudemys rubriventris)
- Roodbuikslang (Storeria occipitomaculata)
- Roodkeelanolis (Anolis carolinensis)
- Roodkeelschildhagedis (Gerrhosaurus flavigularis)
- Roodkopdeukschildpad (Platemys platycephala)
- Roodstaartfranjeteen (Acanthodactylus erythrurus)
- Roodwangschildpad (Trachemys scripta elegans)
- Ruïnehagedis (Podarcis siculus)
- Ruitkrokodil (Crocodylus rhombifer)
- Ruitpython (Morelia argus)
- Russells adder (Daboia russellii)

## S
- Sceloporus graciosus
- Scharlakenslang (Cemophora coccinea)
- Scheltopusik (Pseudopus apodus)
- Schmidts grondslang (Calamaria schmidti)
- Schneiders gladvoorhoofdkaaiman (Paleosuchus trigonatus)
- Schneiders skink (Eumeces schneideri)
- Schorpioen modderschildpad (Kinosternon scorpioides)
- Senegalkameleon (Chamaeleo senegalensis)
- Seychellenskink (Mabuya wrightii)
- Siamese krokodil (Crocodylus siamensis)
- Siciliaanse muurhagedis (Podarcis wagleriana)
- Sidewinder (Crotalus cerastes)
- Slangooghagedis (Ophisops elegans)
- Slanke skink (Oligosoma infrapunctatum
- Slanke wormslang (Typhlops vermicularis)
- Smalkopmamba (Dendroaspis angusticeps)
- Smaragdhagedis (Lacerta viridis)
- Smaragdskink (Lamprolepis smaragdina)
- Smaragdvaraan (Varanus prasinus)
- Snavelborstschildpad (Chersina angulata)
- Soa soa (Hydrosaurus amboinensis)
- Soedanese schildhagedis (Gerrhosaurus major)
- Soepschildpad (Chelonia mydas)
- Solomon-reuzenskink (Corucia zebrata)
- Somalische doornstaartagame (Uromastyx princeps)
- Spaanse kielhagedis (Algyroides marchi)
- Spaanse muurhagedis (Podarcis hispanica)
- Spaanse skink (Chalcides bedriagai)
- Spaanse smaragdhagedis (Lacerta schreiberi)
- Spaanse zandloper (Psammodromus hispanicus)
- Spitskophagedis (Lacerta oxycephala)
- Spitskopschildpad (Emydura subglobosa)
- Spitssnuitadder (Vipera ursinii)
- Spleetschildpad (Malacochersus tornieri)
- Standings daggekko (Phelsuma standingi)
- Steenhagedis (Darevski saxicola)
- Stekelkameleon (Furcifer verrucosus)
- Stekelnekagame (Acanthosaura armata)
- Stekelstaarthagedis (Gastropholis echinata)
- Steppehagedis (Eremias arguta)
- Steppeslang (Elaphe dione)
- Stralenschildpad (Geochelone radiata)
- Sundevalls skink (Mochlus sundevalli)

## T
- Tabascoschildpad (Dermatemys mawii)
- Taipan (Oxyuranus scutellatus)
- Takydromus tachydromoides
- Tandwormhagedis (Agamodon anguliceps)
- Tapijtkameleon (Furcifer lateralis)
- Taurische hagedis (Podarcis tauricus)
- Tentakelslang (Erpeton tentaculatum)
- Texaanse padhagedis (Phrynosoma platyrhinos)
- Texaanse ratelslang (Crotalus atrox)
- Thaise platstaartgekko (Cosymbotus platyurus)
- Tijgerpython (Python molurus)
- Tijgerratelslang (Crotalus tigris)
- Trachemys scripta
- Transvaalse pootjesslang (Chamaesaura aenea)
- Trapslang (Rhinechis scalaris)
- Troodoshagedis (Lacerta troodica)
- Tuinboa (Boa Hortulana)
- Tweehoornkameleon (Bradypodion tavetanum)
- Tyrreense kielhagedis (Algyroides fitzingeri)
- Tyrreense berghagedis (Lacerta bedriagae)

## U
- Uroplatus guentheri
- Uroplatus henkeli
- Uroplatus phantasticus
- Uroplatus sikorae

## V
- Varanus varius
- Vierstreepgordelhagedis (Zonosaurus quadrilineatus)
- Vierstreepskink (Eumeces tetragrammus)
- Vierstreepslang (Elaphe quatuorlineata)
- Vierteenameiva (Teius teyou)
- Vierteenlandschildpad (Testudo horsfieldii)
- Vijfstreepskink (Eumeces fasciatus)
- Vliegend draakje (Draco volans)
- Vlinderagame (Leiolepis belliana)
- Vuurskink (Mochlus fernandi)

## W
- Wahlbergs gekko (Homopholis wahlbergii)
- Warana (Lepidochelys olivacea)
- Watermoccasinslang (Agkistrodon piscivorus)
- Watervaraan (Varanus salvator)
- Weidehagedis (Darevskia praticola)
- Wenkpootje (Cnemidophorus lemniscatus)
- Westelijke blauwtongskink (Tiliqua occipitalis)
- Westelijke skink (Eumeces skiltonianus)
- Wimpergekko (Rhacodactylus ciliatus)
- Wipneusadder (Vipera latasti)
- Witte wormhagedis (Amphisbaena alba)
- Woestijngekko (Palmatogecko rangei)
- Woestijnleguaan (Dipsosaurus dorsalis)
- Woestijnnachthagedis (Xantusia vigilis)
- Woestijnschildhagedis (Gerrhosaurus skoogi)
- Woestijnvaraan (Varanus griseus)

## X
- Xantusia henshawi

## Y
- Yacarekaaiman (Caiman yacare)

## Z
- Zaagrugschildpad (Graptemys pseudogeographica)
- Zandadder (Vipera ammodytes)
- Zandhagedis (Lacerta agilis)
- Zeekrokodil (Crocodylus porosus)
- Zeeleguaan (Amblyrhynchus cristatus).
- Zoetwaterkrokodil (Crocodylus johnsoni)
- Zuid-Afrikaanse bladvingergekko (Afrogecko porphyreus)
- Zuid-Amerikaanse aardschildpad (Rhinoclemmys punctularia)
- Zuidelijke Hispaniola anolis (Anolis coelestinus)
- Zwartbuikaardschildpad (Melanochelys trijuga)
- Zwarte kaaiman (Melanosuchus niger)
- Zwarte leguaan (Ctenosaura similis).
- Zwarte mamba (Dendroaspis polylepis)
- Zwarte moerasschildpad (Podocnemis unifilis)
- Zwartgele aardleguaan (Liolaemus pictus)
- Zwartkopboomslang (Boiga nigriceps)
- Zwartkopschubpoothagedis (Pygopus nigriceps)